# Rita Erdős
Rita Erdős (23 de julio de 2002) es una deportista húngara que compite en pentatlón moderno.
Ganó dos medallas de bronce en el Campeonato Mundial de Pentatlón Moderno, en los años 2021 y 2024, y una medalla de oro en el Campeonato Europeo de Pentatlón Moderno de 2024.

## Medallero internacional
| Campeonato Mundial | Campeonato Mundial | Campeonato Mundial | Campeonato Mundial |
| Año                | Lugar              | Medalla            | Competición        |
| ------------------ | ------------------ | ------------------ | ------------------ |
| 2021               | El Cairo (Egipto)  | Medalla de bronce  | Relevo             |
| 2024               | Zhengzhou (China)  | Medalla de bronce  | Individual         |
| Campeonato Europeo |                    |                    |                    |
| Año                | Lugar              | Medalla            | Competición        |
| 2024               | Budapest (Hungría) | Medalla de oro     | Relevo mixto       |